# 간 (불교)
간(慳,
산스크리트어: mātsarya,
팔리어: macchariya,
영어: stinginess,
avarice,
miserliness)은 다음의 분류, 그룹 또는 체계의 한 요소이다.
- 초기불교 · 부파불교 · 대승불교의 9결(九結) 가운데 간결(慳結)에 해당한다.[1]
- 부파불교의 설일체유부의 5위 75법의 법체계에서 심소법(心所法: 46가지) 중 소번뇌지법(小煩惱地法: 10가지) 가운데 하나이다.[2][3]
- 대승불교의 유식유가행파와 법상종의 5위 100법의 법체계에서 심소법(心所法: 51가지)의 수번뇌심소(隨煩惱心所: 20가지) 중 소수번뇌심소(小隨煩惱心所: 10가지) 가운데 하나이다.[4][5]

부파불교의 설일체유부의 논서 《아비달마품류족론》 제1권과 제3권에 따르면,
간(慳)은 심비린(心鄙吝) 즉 추한 아낌의 마음작용이다. 마음으로 하여금 비루하게 인색하게 하는 마음작용이다. 또는 비루하게 인색한 마음이다. 비루(鄙陋)는 마음이 고상하지 못하고, 하는 짓이 천한 것이고, 인색(吝嗇)은 아끼는 태도가 몹시 지나친 것이다.
부파불교의 설일체유부의 논서 《아비달마구사론》 제21권에 따르면,
간(慳)은 재시(財施)와 법시(法施)의 보시(布施)를 통해 자신과 타인을 이익 되게 하는 것에 반대되는 마음작용인 심인착(心吝著)이다. 즉, 마음(6식 또는 8식, 즉 심왕, 즉 심법)으로 하여금 재물이나 교법[法]에 대해 인색(吝嗇)하게 하며 현재 가진 재물이나 교법[法]에 집착(執著, 執着: 늘 마음이 쏠려 잊지 못하고 매달림)하게 하는 마음작용이다.

## 같이 보기
- 마음작용

## 참고 문헌
- 곽철환 (2003). 《시공 불교사전》. 시공사 / 네이버 지식백과. |title=에 외부 링크가 있음 (도움말)
- 미륵 지음, 현장 한역, 강명희 번역 (K.614, T.1579). 《유가사지론》. 한글대장경 검색시스템 - 전자불전연구소 / 동국역경원. K.570(15-465), T.1579(30-279). |title=에 외부 링크가 있음 (도움말)
- 세친 지음, 현장 한역, 권오민 번역 (K.955, T.1558). 《아비달마구사론》. 한글대장경 검색시스템 - 전자불전연구소 / 동국역경원. K.955(27-453), T.1558(29-1). |title=에 외부 링크가 있음 (도움말)
- 호법 등 지음, 현장 한역, 김묘주 번역 (K.614, T.1585). 《성유식론》. 한글대장경 검색시스템 - 전자불전연구소 / 동국역경원. K.614(17-510), T.1585(31-1). |title=에 외부 링크가 있음 (도움말)
- 세친 지음, 현장 한역, 송성수 번역 (K.618, T.1612). 《대승오온론》. 한글대장경 검색시스템 - 전자불전연구소 / 동국역경원. K.618(17-637), T.1612(31-848). |title=에 외부 링크가 있음 (도움말)
- 운허.  동국역경원 편집, 편집. 《불교 사전》. |title=에 외부 링크가 있음 (도움말)
- (영어) DDB. 《Digital Dictionary of Buddhism (電子佛教辭典)》. Edited by A. Charles Muller. |title=에 외부 링크가 있음 (도움말)
- (중국어) 미륵 조, 현장 한역 (T.1579). 《유가사지론(瑜伽師地論)》. 대정신수대장경. T30, No. 1579. CBETA. |title=에 외부 링크가 있음 (도움말)
- (중국어) 佛門網. 《佛學辭典(불학사전)》. |title=에 외부 링크가 있음 (도움말)
- (중국어) 星雲. 《佛光大辭典(불광대사전)》 3판. |title=에 외부 링크가 있음 (도움말)
- (중국어) 세친 조, 현장 한역 (T.1612). 《대승오온론(大乘五蘊論)》. 대정신수대장경. T31, No. 1612, CBETA. |title=에 외부 링크가 있음 (도움말)
- (중국어) 세친 조, 현장 한역 (T.1558). 《아비달마구사론(阿毘達磨俱舍論)》. 대정신수대장경. T29, No. 1558, CBETA. |title=에 외부 링크가 있음 (도움말)
- (중국어) 호법 등 지음, 현장 한역 (T.1585). 《성유식론(成唯識論)》. 대정신수대장경. T31, No. 1585, CBETA. |title=에 외부 링크가 있음 (도움말)